# Sylvia Schwaag Serger
Sylvia Maria Schwaag Serger, född 11 februari 1968 i Tyskland, är professor vid Ekonomisk-historiska institutionen vid Ekonomihögskolan vid Lunds universitet. Hon var från 2018 till 2021 Lunds universitets prorektor. Fram till 2017 var hon direktör på den statliga myndigheten Verket för innovationssystem (Vinnova).

## Biografi
Schwaag Serger har doktorerat i ekonomisk historia vid London School of Economics. Avhandlingen berörde valutasamarbete i Europa på 1950-talet. Slutsatsen var att euron inte skulle överleva på grund av brist på strukturella reformer. Hon har även en masterexamen i internationell ekonomi och internationella relationer från Johns Hopkins University School of Advanced International Studies (SAIS).
Schwaag Serger var värd för Sommar i P1 på Sveriges Radio 2011.
Hon har tidigare arbetat som analytiker på Livsmedelsekonomiska institutet. Sedan 1 januari 2008 var hon internationell direktör på Vinnova, som har till uppgift att öka konkurrensen för forskare och företag i Sverige. Hon har tillbringat två år i Peking som analytiker åt den svenska regeringen. Hon forskar också om Kinas ekonomi och teknikpolitik vid Lunds universitet. Dessutom är hon adjungerad professor i forskningspolitik vid Lunds universitet. Hon är medlem i Expertgruppen för studier i offentlig ekonomi (ESO) under Finansdepartementet. Därutöver är hon sedan 2013 gästprofessor vid Chinese Academy of Sciences Institute for Policy Management (CASIPM) i Peking. EU-kommissionen, OECD och Världsbanken har anlitat henne som expert.
Den 20 september 2017 utsågs Sylvia Schwaag Serger att vara prorektor vid Lunds universitet från 1 januari 2018. Tillsättningen var kontroversiell. Tjänsten som prorektor krävde att hon skulle behöva befordras till professor trots att hon saknade både den vetenskapliga meriteringen och den pedagogiska meriteringen till detta enligt andra professorer vid Lunds universitet.
Den 3 juni 2024 fattade IVA:s Akademisammankomst beslut om att utse Sylvia Schwaag Serger till ny verkställande direktör för Kungl. Ingenjörsvetenskapsakademien (IVA).  Sylvia Schwaag Serger tillträdde den 1 oktober 2024 och blev då den tionde vd:n sedan IVA grundades 1919.
Sylvia Schwaag Sergers morfar är kines, född i USA. Under 1900-talet var hennes morfarsfar var en av 50 000 migranter som anlände till Hawaii som plantagearbetare.
Som 19-åring studerade hon i Michigan i USA.
Hon har studerat och arbetat i USA, Italien och Storbritannien. Till Sverige kom hon som 27-åring för att hennes man bodde där, efter att ha växt upp i södra Tyskland sedan hennes kinesiska mor, som växte upp i USA, gift sig med Schwaag Sergers tyske framtida far. Hon bor i Malmö och är gift med en svensk man.